# 马里奥·霍耶
马里奥·霍耶（德語：Mario Hoyer，1965年7月26日—），德国前男子雪车运动员。他曾代表东德参加1988年冬季奥林匹克运动会雪车比赛，联同伯恩哈德·莱曼获得男子双人铜牌。